# Каримово (железнодорожная станция, Костромская область)
Каримово — железнодорожная станция в Костромском районе Костромской области. Входит в состав Бакшеевского сельского поселения.

## География
Находится в юго-западной части Костромской области приблизительно в 3 км от южной окраины города Кострома на юг.

## История
Разъезд Каримово был открыт в 1932 году, название дано по деревне Каримово. Позднее обустроена станция Каримово, откуда была построена ветка до станции Кострома-Новая.

## Население
Постоянное население составляло 52 человека в 2002 году (русские 90 %), 53 в 2022.